# هارفي أرمسترونغ
هارفي أرمسترونغ (بالإنجليزية: Harvey Armstrong)‏ هو لاعب كرة قدم أمريكية أمريكي، ولد في 29 ديسمبر 1959.